# Neoromicia
Neoromicia là một chi động vật có vú trong họ Dơi muỗi, bộ Dơi. Chi này được Roberts miêu tả năm 1926. Loài điển hình của chi này là Eptesicus zuluensis Roberts, 1924.

## Các loài
Chi này gồm các loài: